# Distritos Legislativos de Albay
Los Distritos Legislativos de Albay son las representaciones de la provincia de Albay en las distintas legislaturas nacionales de Filipinas. La provincia está actualmente representada en la cámara baja del Congreso de Filipinas a través de sus distritos primero, segundo y tercero.
Catanduanes formó parte por última vez de la representación de la provincia en 1946, cuando comenzó a elegir a su propio representante como una provincia de pleno derecho.
El Primer Distrito se encuentra entre los distritos representativos originales de 1907 que nunca ha cambiado en cuanto a cobertura territorial, junto con el Primero y Segundo de Ilocos Norte, el Primero de Ilocos Sur y el Primero de Iloilo.

## Historia
Albay, que en ese momento incluía la subprovincia de Catanduanes, se dividió inicialmente en tres distritos en 1907. El cuarto distrito, que consiste en la subprovincia de Catanduanes, se creó en virtud de la Ley 3617 promulgada en 1929, y eligió su propio representante a partir de 1931. Cuando los asientos para la cámara alta de la Legislatura Filipina fueron elegidos de distritos basados en el territorio entre 1916 y 1935, la provincia formó parte del sexto distrito senatorial que eligió dos de los 24 senadores .
En la interrupción causada por la Segunda Guerra Mundial, dos delegados representaron a la provincia (incluida la subprovincia de Catanduanes) en la Asamblea Nacional de la Segunda República Filipina patrocinada por Japón: uno era el gobernador provincial (un miembro ex officio), mientras que el otro fue elegido a través de una asamblea provincial por miembros del KALIBAPI durante la ocupación japonesa de Filipinas. Tras la restauración de la Mancomunidad de Filipinas en 1945, la provincia continuó formada por cuatro distritos.
La subprovincia de Catanduanes se convirtió en una provincia regular en virtud de la Ley de la Commonwealth 687 promulgada el 26 de septiembre de 1945. El cuarto distrito se convirtió en el único distrito de Catanduanes a partir de 1946, reduciendo así la representación de Albay a tres.
La provincia estuvo representada en el Interim Batasang Pambansa como parte de la V Región  de 1978 a 1984, y eligió a tres representantes para el Regular Batasang Pambansa en 1984. Albay retuvo sus tres distritos bajo la nueva Constitución que fue proclamada el 11 de febrero de 1987, y a miembros electos a la Cámara de Representantes restaurada comenzando ese mismo año.

## Primer Distrito
- Ciudad: Tabaco
- Municipios: Bacacay, Malilipot, Malinao, Santo Domingo (Libog), Tiwi
- Población (2015): 373,947

| Periodo                                  | Representativo           |
| ---------------------------------------- | ------------------------ |
| Primera Legislatura Filipina 1907-1909   | Tomas Almonte            |
| Segunda Legislatura Filipina 1909-1912   | Marcial C. Calleja       |
| Tercera Legislatura Filipina 1912-1916   | Domingo Diaz             |
| Cuarta Legislatura Filipina 1916-1919    | Domingo Diaz             |
| Quinta Legislatura Filipina 1919-1922    | Agapito Buenconsejo      |
| Sexta Legislatura Filipina 1922-1925     | Agapito Buenconsejo      |
| Séptima Legislatura Filipina 1925-1928   | Francisco Peña           |
| Octava Legislatura Filipina 1928-1931    | Julian Belen             |
| Novena Legislatura Filipina 1931-1934    | Julian Locsin            |
| Décima Legislatura Filipina 1934-1935    | Exequiel Kare            |
| Primera Asamblea Nacional 1935-1938      | Jose Bonto               |
| Segunda Asamblea Nacional 1938-1941      | Jose Bonto               |
| Primer Congreso de la Commonwealth 1945  | Isabelo V. Binamira      |
| Segundo Congreso de la Commonwealth 1946 | Eulogio V. Lawenko       |
| Primer Congreso 1946-1949                | Eulogio V. Lawenko       |
| Segundo Congreso 1949-1953               | Lorenzo P. Ziga          |
| Tercer Congreso 1953-1957                | Lorenzo P. Ziga          |
| Tecla San Andres-Ziga                    |                          |
| Cuarto Congreso 1957-1961                |                          |
| Quinto Congreso 1961-1965                | Venancio P. Ziga         |
| Sexto Congreso 1965-1969                 | Venancio P. Ziga         |
| Séptimo Congreso 1969-1972               | Amando D. Soporta        |
| Octavo Congreso 1987-1992                | Edcel Lagman             |
| Noveno Congreso 1992-1995                | Edcel Lagman             |
| Décimo Congreso 1995-1998                | Edcel Lagman             |
| Decimoprimer Congreso 1998-2001          | Krisel B. Lagman-Luistro |
| Decimosegundo Congreso 2001-2004         | Krisel B. Lagman-Luistro |
| Decimotercer Congreso 2004-2007          | Edcel Lagman             |
| Decimocuarto Congreso 2007-2010          | Edcel Lagman             |
| Decimoquinto Congreso 2010-2013          | Edcel Lagman             |
| Decimosexto Congreso 2013-2016           | Edcel B. Lagman, Jr.     |
| Decimoséptimo Congreso 2016-2019         | Edcel Lagman             |

## Segundo Distrito
- Ciudad: Legazpi
- Municipios: Camalig, Daraga (anexionado a Legazpi 1948-1954), Manito, Rapu-Rapu
- Población (2015): 451,765

| Periodo                               | Representativo     |
| ------------------------------------- | ------------------ |
| Novena Legislatura Filipina 1931-1934 | Jose S. Valenciano |
| Décima Legislatura Filipina 1934-1935 | Justino Nuyda      |
| Primera Asamblea Nacional 1935-1938   | Justino Nuyda      |
| Segunda Asamblea Nacional 1938-1941   | Justino Nuyda      |
| Tercera Asamblea Nacional 1941-1946   | Jose S. Valenciano |
| Primer Congreso 1946-1949             | Toribio Perez      |
| Segundo Congreso 1949-1953            | Justino Nuyda      |
| Tercer Congreso 1953-1957             | Justino Nuyda      |
| Cuarto Congreso 1957-1961             | Justino Nuyda      |
| Quinto Congreso 1961-1965             | Justino Nuyda      |
| Sexto Congreso 1965-1969              | Carlos R. Imperial |
| Séptimo Congreso 1969-1972            | Carlos R. Imperial |
| Octavo Congreso 1987-1992             | Carlos R. Imperial |
| Noveno Congreso 1992-1995             | Carlos R. Imperial |
| Décimo Congreso 1995-1998             | Carlos R. Imperial |
| Decimoprimer Congreso 1998-2001       | Norma B. Imperial  |
| Decimosegundo Congreso 2001-2004      | Carlos R. Imperial |
| Decimotercer Congreso 2004-2007       | Carlos R. Imperial |
| Decimocuarto Congreso 2007-2010       | Francis Bichara    |
| Decimoquinto Congreso 2010-2013       | Francis Bichara    |
| Decimosexto Congreso 2013-2016        | Francis Bichara    |
| Decimoséptimo Congreso 2016-2019      | Joey Salceda       |

### 1907–1931
- Municipios: Bato, Calolbon, Legazpi (Legazpi y Daraga se anexionaron al municipio de Albay en 1907; Daraga se separó en 1922; El municipio de Albay pasó a llamarse Legazpi en 1925), Manito, Pandan, Rapu-Rapu, Viga, Virac, Baras (refundado en 1910), Panganiban (fundado en 1921), Daraga (anexionado al municipio de Albay entre 1907-1922)

| Periodo                                | Representativo         |
| -------------------------------------- | ---------------------- |
| Primera Legislatura Filipina 1907-1909 | Carlos Imperial        |
| Segunda Legislatura Filipina 1909-1912 | Silvino Brimbuela      |
| Tercera Legislatura Filipina 1912-1916 | Mariano Un. Locsin     |
| Cuarta Legislatura Filipina 1916-1919  | Jose O. Vera           |
| Quinta Legislatura Filipina 1919-1922  | Pedro Martinez Jimeno  |
| Sexta Legislatura Filipina 1922-1925   | Pedro Martinez Jimeno  |
| Séptima Legislatura Filipina 1925-1928 | Francisco Un. Perfecto |
| Octava Legislatura Filipina 1928-1931  | Pedro Vera             |

## Tercer Distrito
- Ciudad: Ligao
- Municipios: Guinobatan, Jovellar, Libon, Oas, Polangui, Pio Duran (fundado en 1968)
- Población (2015): 489,114

| Periodo                               | Representativo        |
| ------------------------------------- | --------------------- |
| Novena Legislatura Filipina 1931-1934 | Pedro Sabido          |
| Décima Legislatura Filipina 1934-1935 | Sulpicio V. Cea       |
| 1.ª Asamblea Nacional1935@–1938       | Pedro Sabido          |
| 2.ª Asamblea Nacional1938@–1941       | Pedro Sabido          |
| 3.ª Asamblea Nacional1941@–1946       | Marcial O. Rañola     |
| 1.º Congreso1946@–1949                | Marcial O. Rañola     |
| 2.º Congreso1949@–1953                | Pio Duran             |
| 3.º Congreso1953@–1957                | Pio Duran             |
| 4.º Congreso1957@–1961                | Pio Duran             |
| 5.º Congreso1961@–1965                | Josefina B. Duran     |
| 6.º Congreso1965@–1969                | Josefina B. Duran     |
| 7.º Congreso1969@–1972                | Roberto M. Sabido     |
| 8.º Congreso1987@–1992                | Efren R. Sarte        |
| 9.º Congreso1992@–1995                | Al Francis C. Bichara |
| 10.º Congreso1995@–1998               | Romeo R. Salalima     |
| 11.º Congreso1998@–2001               | Joey S. Salceda1      |
| 12.º Congreso2001@–2004               | Joey S. Salceda1      |
| 13.º Congreso2004@–2007               | Joey S. Salceda1      |
| Vacante                               |                       |
| 14.º Congreso2007@–2010               | Reno G. Lim           |
| 15.º Congreso2010@–2013               | Fernando V. Gonzales  |
| 16.º Congreso2013@–2016               | Fernando V. Gonzales  |
| 17.º Congreso2016@–2019               | Fernando V. Gonzales  |

- Municipios: Camalig, Guinobatan, Jovellar, Ligao, Oas, Polangui

| Periodo                              | Representativo       |
| ------------------------------------ | -------------------- |
| 1.ª Philippine Legislatura1907@–1909 | Angel Roco           |
| 2.ª Philippine Legislatura1909@–1912 | Felix Samson         |
| 3.ª Philippine Legislatura1912@–1916 | Ceferino Villareal   |
| 4.ª Philippine Legislatura1916@–1919 | Tomas Luna           |
| 5.ª Philippine Legislatura1919@–1922 | Mariano Ope Marbella |
| 6.ª Philippine Legislatura1922@–1925 | Pedro Sabido         |
| 7.ª Philippine Legislatura1925@–1928 | Pedro Sabido         |
| 8.ª Philippine Legislatura1928@–1931 | Pedro Sabido         |

## Cuarto Distrito (extinto)
- Municipios: Baras, Bato, Calolbon, Pandan, Panganiban, Viga, Virac

| Periodo                               | Representativo         |
| ------------------------------------- | ---------------------- |
| 9.ª Philippine Legislatura1931@–1934  | Pedro Vera             |
| 10.ª Philippine Legislatura1934@–1935 | Jose T. Surtida        |
| 1.ª Asamblea Nacional1935@–1938       | Pedro Vera             |
| 2.ª Asamblea Nacional1938@–1941       | Pedro Vera             |
| 3.ª Asamblea Nacional1941@–1946       | Francisco Un. Perfecto |

## En-Grande (difunto)

### 1943–1944
- Incluye el sub-provincia de Catanduanes

| Periodo                     | Representantes                    |
| --------------------------- | --------------------------------- |
| Asamblea nacional1943@–1944 | Pio Duran                         |
| Asamblea nacional1943@–1944 | Julian L. Locsin Jr. (Ex officio) |

### 1984–1986
| Periodo                             | Representantes           |
| ----------------------------------- | ------------------------ |
| Regular Batasang Pambansa1984@–1986 | Pedro M. Marcellana, Jr. |
| Regular Batasang Pambansa1984@–1986 | Peter Un. Sabido         |
| Regular Batasang Pambansa1984@–1986 | Victor S. Ziga           |